# Élections législatives kirghizes de 2015
Les élections législatives kirghizes de 2015 ont eu lieu le 4 octobre 2015 pour élire les 120 sièges du Conseil suprême du Kirghizistan.
Le scrutin voit arriver en tête le Parti social-démocrate du Kirghizistan, qui forme par la suite une coalition avec Ata-Meken, le parti Kirghizistan et Onuguu-progress.

## Contexte
Depuis les élections législatives de 2010, le pays est marqué par une forte instabilité politique qui a vu se succéder pas moins de cinq chefs de gouvernement. Si à l'issue des élections de 2010, une coalition Ata-jourt (conservateur), SPDK (social-démocrate) et Respoublika avait permis l'élection de Almazbek Atambaev (SPDK) au poste de Premier ministre, les partis conservateurs et nationalistes Ata-Jourt et Respublika quittent tour à tour la coalition pour l'opposition après la victoire de Almazbek Atambaev contre le candidat du parti Ata-Jourt à l'élection présidentielle de 2011. Courant 2015, le chef de gouvernement de la nouvelle coalition Ata-Meken (gauche progressiste), Ar-Namys (conservateur) et PSDK démissionne sur fond de scandale de corruption sur la gestion de la mine d'or de Koumtor.

## Système électoral
Les élections du 4 octobre 2015 se déroulent dans le cadre d'une nouvelle loi électorale amendée en 2015.
Le Conseil suprême (Zhogorku Kengesh) est un parlement unicaméral composé de 120 sièges pourvus pour cinq ans au scrutin proportionnel plurinominal dans une unique circonscription nationale. Le vote a lieu via des listes fermées, avec un seuil électoral de 7 % des suffrages exprimés au niveau national, auquel s'ajoute un seuil de 0,7 % dans chacune des sept provinces du pays ainsi que dans les deux villes à statut spécial du pays, Bichkek et Och.
Le système électoral possède la particularité de plafonner à 65 sièges le total que peut obtenir un parti, quel que soit ses résultats en part des voix. Chaque liste doit présenter au moins 30 % de candidats de chacun des deux sexes, 15 % de moins de 35 ans, 15 % de candidats issus des minorités ethniques et au moins deux personnes handicapées. 
L'OSCE et la Commission de Venise estimaient dans un avis de 2014 que certaines dispositions de la loi électorale étaient insuffisamment démocratiques. Selon eux, le maximum de 65 sièges au Parlement et le double seuil portaient atteinte au principe d'égalité des votes. Les multiples limitations au droit de vote (toute personne emprisonnée notamment) et au droit des partis de se porter candidats sont également soulignés. Il apparaît en effet que sur les 34 partis ayant déposé une demande de candidature seuls 14 aient été admis à concourir.

## Campagne

### Sujets de campagne
- Le thème de la lutte contre la corruption est au cœur de la campagne électorale. Elle apparaît dans les sondages comme une préoccupation majeure des électeurs[5]. En outre, des accusations d'achat de vote font notamment irruption au cours de la campagne[6].
- La crise économique est également un enjeu central des élections, le Kirghizistan étant touché par la crise monétaire russe.
- La stabilité politique et sécuritaire sont également l'objet de la campagne, profitant en particulier au SPDK. En effet, le président Atambaev prend parti en faveur du SPDK afin de pouvoir mener à terme son programme présidentiel et estime publiquement que plus de stabilité politique nécessite d'avoir moins de partis représentés[7]. En outre, les motifs de sécurité pousseraient la minorité ouzbèk, persécutée sous le régime nationaliste, à voter pour le SPDK[8].

### Déroulement de la campagne
Selon le Conseil de l'Europe et l'OSCE, la campagne s'est globalement déroulée de façon régulière, calme et pacifique. Toutefois, ils soulignent que du fait de l'absence de plafond de dépenses de campagne, les financements aient été peu transparents et exorbitants.

## Résultats
|                           |                           |           |       |        |               |  |  |  |  |
| Partis                    | Partis                    | Voix      | %     | Sièges | +/-           |  |  |  |  |
|                           | Parti social-démocrate    | 435 968   | 27,35 | 38     | 12            |  |  |  |  |
|                           | Respoublika - Ata-jourt   | 320 115   | 20,08 | 28     | 23            |  |  |  |  |
|                           | Kirghizistan              | 206 094   | 12,93 | 18     | Nv            |  |  |  |  |
|                           | Onuguu-Progres            | 148 279   | 9,30  | 13     | Nv            |  |  |  |  |
|                           | Bir Bol                   | 135 875   | 8,52  | 12     | Nv            |  |  |  |  |
|                           | Ata-Meken                 | 123 055   | 7,72  | 11     | 7             |  |  |  |  |
|                           | Kirghizistan uni–Emgek    | 97 869    | 6,14  | 0      | en stagnation |  |  |  |  |
|                           | Zamandash                 | 43 405    | 2,72  | 0      | en stagnation |  |  |  |  |
|                           | Uluu Kyrgyzstan           | 23 899    | 1,50  | 0      | Nv            |  |  |  |  |
|                           | Ar-Namys                  | 12 807    | 0,80  | 0      | 25            |  |  |  |  |
|                           | Autres partis (4)         | 34 051    | 2,14  | 0      | -             |  |  |  |  |
|                           | Aucun d'entre eux         | 12 428    | 0,78  | -      | -             |  |  |  |  |
|                           |                           |           |       |        |               |  |  |  |  |
| Votes valides             | Votes valides             | 1 626 255 | 98,05 |        |               |  |  |  |  |
| Votes blancs ou invalides | Votes blancs ou invalides | 32 410    | 1,95  |        |               |  |  |  |  |
| Total                     | Total                     | 1 658 665 | 100   | 120    | en stagnation |  |  |  |  |
| Abstention                | Abstention                | 1 102 632 | 39,93 |        |               |  |  |  |  |
| Inscrits/Participation    | Inscrits/Participation    | 2 761 297 | 60,07 |        |               |  |  |  |  |

### Victoire du PSDK et nouvelle coalition
Le PSDK remporte l'élection avec 27 % des voix, gagnant 12 sièges de plus que lors de la précédente législature. Les partis d'opposition Respublika-Ata-Jourt, qui ont fait liste commune sont second avec 20 %. Le scrutin représente ainsi une victoire pour le président Atambaïev. La Chambre est composée de 19 % de femmes contre 23 % en 2010.
Du côté de la coalition, le scrutin voit l'effondrement du parti conservateur Ar-Namys qui n'obtient aucun siège et la persistance, bien qu'en baisse, du parti de gauche Ata-Meken. Trois nouveaux partis font leur entrée au Parlement : le parti Onuguu–Progress (en), libéral et pro-entreprises,e le parti Kirghizistan, centriste, et le parti Bir-Bol, constitué de technocrates. 
Une nouvelle coalition est formée par le PSDK avec Ata-Meken, le parti Kirghizistan et Onuguu-progress.

### Condition de déroulement de l'élection
Selon certains commentateurs, ces élections sont les plus régulières de l'histoire de l'Asie-centrale. Elles confirment le tournant démocratique du pays pris après la révolution de 2010.
Les observateurs internationaux (OSCE, Conseil de l'Europe) estiment que le scrutin s'est déroulé de façon globalement calme et régulière dans 95 % des bureaux de vote. Ils notent toutefois quelques irrégularités : des procédures de vote non respectées, des atteintes au secret du vote ou des problèmes d'inscription sur les listes électorales. En outre, la généralisation du contrôle biométrique du vote, qui constitue en soi une avancée, n'a pas fait l'objet d'une information suffisante et a limité l'exercice du droit de vote des électeurs n'ayant pas fait leur passeport biométrique, en particulier dans les régions éloignées.

### Députés de la nouvelle législature
120 parlementaires sont élus pour prendre part à la législature qui commence le 28 octobre suivant l'élection. La composition préliminaire annoncée par les partis le 19 octobre 2018 est la suivante :
| Nom                    | Parti                 |
| ---------------------- | --------------------- |
| Chynybai Tursunbekov   | PSDK                  |
| Asylbek Jeenbekov      | PSDK                  |
| Daniyar Attokurov      | PSDK                  |
| Galina Skripkina       | PSDK                  |
| Marat Amankulov        | PSDK                  |
| Ilkhom Mannanov        | PSDK                  |
| Zhanarbek Akayev       | PSDK                  |
| Asel Koduranova        | PSDK                  |
| Meerbek Miskenbaev     | PSDK                  |
| Dastan Bekeshev        | PSDK                  |
| Isa Omurkulov          | PSDK                  |
| Eugenia Strokova       | PSDK                  |
| Kozhobek Ryspaev       | PSDK                  |
| Ulan Primov            | PSDK                  |
| Anvar Artykov          | PSDK                  |
| Jyldyz Musabekova      | PSDK                  |
| Mukhtarbek Ainakulov   | PSDK                  |
| Torobai Zulpukarov     | PSDK                  |
| Tilektesh Isayev       | PSDK                  |
| Elvira Surabaldiyeva   | PSDK                  |
| Ryskeldi Mombekov      | PSDK                  |
| Nodirbek Karimov       | PSDK                  |
| Gulkan Moldobekova     | PSDK                  |
| Uzarbek Zhylkybaev     | PSDK                  |
| Osmonbek Artykbaev     | PSDK                  |
| Iskender Matraimov     | PSDK                  |
| Ashera Khalikova       | PSDK                  |
| Bakytbek Dzhetigenov   | PSDK                  |
| Azamat Arapbaev        | PSDK                  |
| Muradyl Mademinov      | PSDK                  |
| Karamat Orozova        | PSDK                  |
| Saidolimzhon Juraev    | PSDK                  |
| Kyyanbek Satybaldyev   | PSDK                  |
| Iskender Kadyrkulov    | PSDK                  |
| Aynuru Altybaeva       | PSDK                  |
| Abtandil Kulbarakov    | PSDK                  |
| Akylbek Sultanov       | PSDK                  |
| Abdyvakhap Nurbayev    | PSDK                  |
| Omurbek Babanov        | Respoublika Ata-jourt |
| Altynai Omurbekova     | Respoublika Ata-jourt |
| Talant Mamytov         | Respoublika Ata-jourt |
| Akylbek Zhamangulov    | Respoublika Ata-jourt |
| Maksat Sabirov         | Respoublika Ata-jourt |
| Taabaldy Tillaev       | Respoublika Ata-jourt |
| Ruslan Kazakbaev       | Respoublika Ata-jourt |
| Dinara Isayeva         | Respoublika Ata-jourt |
| Jyrgalbek Turuskulov   | Respoublika Ata-jourt |
| Baktybek Sydykov       | Respoublika Ata-jourt |
| Kenzhebek Bokoev       | Respoublika Ata-jourt |
| Parhat Tulendybaev     | Respoublika Ata-jourt |
| Makhabat Mavlyanova    | Respoublika Ata-jourt |
| Umbetaly Kydyraliev    | Respoublika Ata-jourt |
| Ulan Cholponbaev       | Respoublika Ata-jourt |
| Ekmetkul Baibakpaev    | Respoublika Ata-jourt |
| Adyl Zhunus uulu       | Respoublika Ata-jourt |
| Mirlan Zheenchoroev    | Respoublika Ata-jourt |
| Nurgazy Nishanov       | Respoublika Ata-jourt |
| Bakytbek Raiymkulov    | Respoublika Ata-jourt |
| Farkhat Iminov         | Respoublika Ata-jourt |
| Kaldarbek Baimuratov   | Respoublika Ata-jourt |
| Aibek Altynbekov       | Respoublika Ata-jourt |
| Bolot Ibraimzhanov     | Respoublika Ata-jourt |
| Zarylbek Rysaliev      | Respoublika Ata-jourt |
| Abdybek Dyushaliev     | Respoublika Ata-jourt |
| Mirlan Mamataliev      | Respoublika Ata-jourt |
| Sagyndyk Keldibaev     | Respoublika Ata-jourt |
| Kanatbek Isaïev        | Kirghizistan          |
| Nurbek Alimbekov       | Kirghizistan          |
| Cholpon Sultanbekova   | Kirghizistan          |
| Jyrgalbek Kalmamatov   | Kirghizistan          |
| Dastanbek Dzhumabekov  | Kirghizistan          |
| Gulmira Orozalieva     | Kirghizistan          |
| Urmat Ishenbekov       | Kirghizistan          |
| Tynchtykbek Konushbaev | Kirghizistan          |
| Nurlanbek Makeev       | Kirghizistan          |
| Elmira Djumalieva      | Kirghizistan          |
| Kanatbek Muratbekov    | Kirghizistan          |
| Damirbek Asylbek uulu  | Kirghizistan          |
| Kubanychbek Nurmatov   | Kirghizistan          |
| Cholpon Esenamanova    | Kirghizistan          |
| Almazbek Baatyrbekov   | Kirghizistan          |
| Arzybek Kozhoshev      | Kirghizistan          |
| Daniyar Tolonov        | Kirghizistan          |
| Bakyt Torobaev         | Onuguu-Progress       |
| Altynbek Zhunus uulu   | Onuguu-Progress       |
| Iskhak Masaliev        | Onuguu-Progress       |
| Gulshat Asylbaeva      | Onuguu-Progress       |
| Tynchtyk Shainazarov   | Onuguu-Progress       |
| Abdykapar Sultanov     | Onuguu-Progress       |
| Mirlan Bakirov         | Onuguu-Progress       |
| Abylkaiyr Uzakbaev     | Onuguu-Progress       |
| Kamchybek Joldoshbayev | Onuguu-Progress       |
| Ziyadin Zhamaldinov    | Onuguu-Progress       |
| Abdumazhit Yusurov     | Onuguu-Progress       |
| Almaz Zhutanov         | Onuguu-Progress       |
| Tazabek Ikramov        | Onuguu-Progress       |
| Myktybek Abdyldaev     | Bir Bol               |
| Altynbek Sulaimanov    | Bir Bol               |
| Igor Chudinov          | Bir Bol               |
| Cholpon Dzhakupova     | Bir Bol               |
| Akylbek Zhaparov       | Bir Bol               |
| Askarbek Shadiev       | Bir Bol               |
| Iskhak Pirmatov        | Bir Bol               |
| Janybek Bakchiev       | Bir Bol               |
| Kubanychbek Zhumaliev  | Bir Bol               |
| Almasbek Akmatov       | Bir Bol               |
| Bakirdin Subanbekov    | Bir Bol               |
| Ulugbek Ormonov        | Bir Bol               |
| Omurbek Tekebayev      | Ata-Meken             |
| Sydyk Sher-Niyaz       | Ata-Meken             |
| Aida Salyanova         | Ata-Meken             |
| Natalia Nikitenko      | Ata-Meken             |
| Joomart Saparbayev     | Ata-Meken             |
| Bakhadyr Suleymanov    | Ata-Meken             |
| Aisuluu Mamashova      | Ata-Meken             |
| Saidulla Nyshanov      | Ata-Meken             |
| Almambet Shykmamatov   | Ata-Meken             |
| Emil Toktoshev         | Ata-Meken             |
| Kanybek Imanaliev      | Ata-Meken             |